# Acer caudatifolium
Acer caudatifolium är en kinesträdsväxtart som beskrevs av Bunzo Hayata. Acer caudatifolium ingår i släktet lönnar, och familjen kinesträdsväxter. Inga underarter finns listade i Catalogue of Life.